# Gruevia
Gruevia is een geslacht van kevers uit de familie bladkevers (Chrysomelidae).
De wetenschappelijke naam van het geslacht werd in 1974 gepubliceerd door Warchalowski.

## Soorten
- Gruevia angelovi (Gruev & Tomov, 1968)